# Catalanes (Santa Cruz de Tenerife)
Los Catalanes, o simplemente Catalanes, es una entidad de población perteneciente administrativamente al distrito de Anaga del municipio de Santa Cruz de Tenerife, en la isla de Tenerife —Canarias, España—.
En él destacan las construcciones realizadas sobre toba volcánica, como las eras, lugar en donde se trillaba el trigo y otros cereales.

## Toponimia
Su nombre se debe probablemente al asentamiento de pobladores procedentes de Cataluña tras la conquista de la isla en el siglo xv.

## Características
Se encuentra ubicado en la parte alta del Valle Grande, en la vertiente sur del macizo de Anaga, a una distancia de 27,6 kilómetros del casco urbano de Santa Cruz de Tenerife y a una altitud media de 577 m s. n. m. La altitud máxima de Catalanes se alcanza en la zona conocida como Cruz de Afur, a 1.004 m s. n. m.
Se trata de un pequeño caserío de construcciones dispersas por las laderas del valle.
Posee una ermita bajo la advocación de San José Obrero y una plaza pública.
En sus inmediaciones se encuentra la Galería de Catalanes, una de las galerías históricas que surte de agua a la ciudad de Santa Cruz. 
En su paisaje destacan las elevaciones conocidas como Roque del Agua y el Pico del Inglés, que posee un mirador.

## Demografía
| Año        | 2000 | 2001 | 2002 | 2003 | 2004 | 2005 | 2006 | 2007 | 2008 | 2009 | 2010 | 2011 | 2012 | 2013 | 2014 | 2015 | 2016 | 2017 |
| ---------- | ---- | ---- | ---- | ---- | ---- | ---- | ---- | ---- | ---- | ---- | ---- | ---- | ---- | ---- | ---- | ---- | ---- | ---- |
| Habitantes | 30   | 27   | 26   | 28   | 29   | 30   | 30   | 30   | 30   | 31   | 31   | 34   | 26   | 24   | 25   | 21   | 21   | 22   |

## Economía
Catalanes es un caserío agrícola con huertas en bancales dedicadas sobre todo al cultivo de la papa, así como otras verduras y algunos frutales, dependiendo de la estación. También posee ganado vacuno.

## Fiestas
El 1 de Mayo se celebran fiestas patronales en honor de San José Obrero, con actos religiosos y verbenas populares.

## Comunicaciones
Se llega al caserío a través de una pista que conecta con la carretera de El Bailadero TF-12.

### Caminos
A Catalanes conducen varios caminos aptos para la práctica del excursionismo, estando uno de ellos homologado en la Red de Senderos de Tenerife:
- Sendero PR-TF 2 Valleseco - Taborno.[6]